# Santander Bank Polska
Santander Bank Polska SA (dawniej: Bank Zachodni, Bank Zachodni WBK) – bank uniwersalny z siedzibą w Warszawie. Trzeci bank w Polsce pod względem wartości aktywów i trzeci pod względem liczby placówek. Od 2011 r. należy do hiszpańskiej grupy Santander. Od listopada 2016 r. jego prezesem zarządu jest Michał Gajewski.

## Historia

Logotyp Banku Zachodniego WBK używany w latach 2001–2012

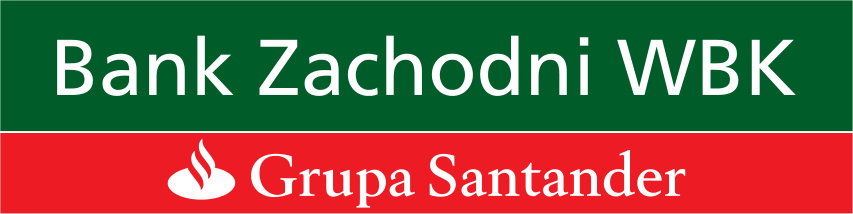
Logotyp Banku Zachodniego WBK używany w latach 2012–2018

Instytucję pod nazwą Bank Zachodni we Wrocławiu utworzono w 1988 na mocy rozporządzenia Rady Ministrów z dnia 11 kwietnia 1988 r. W 1991 przekształcono ją w jednoosobową spółkę Skarbu Państwa. W 1993 bank rozpoczął proces przejęć innych instytucji: Warszawskiego Banku Zachodniego SA (1993), Głogowskiego Banku Gospodarczego (1994), Banku Rozwoju Rzemiosła, Handlu i Przemysłu Market SA (1994), Banku Spółdzielczego w Tarnowie Opolskim (1995) oraz Banku Rozwoju Rolnictwa „Rolbank” SA (1996).

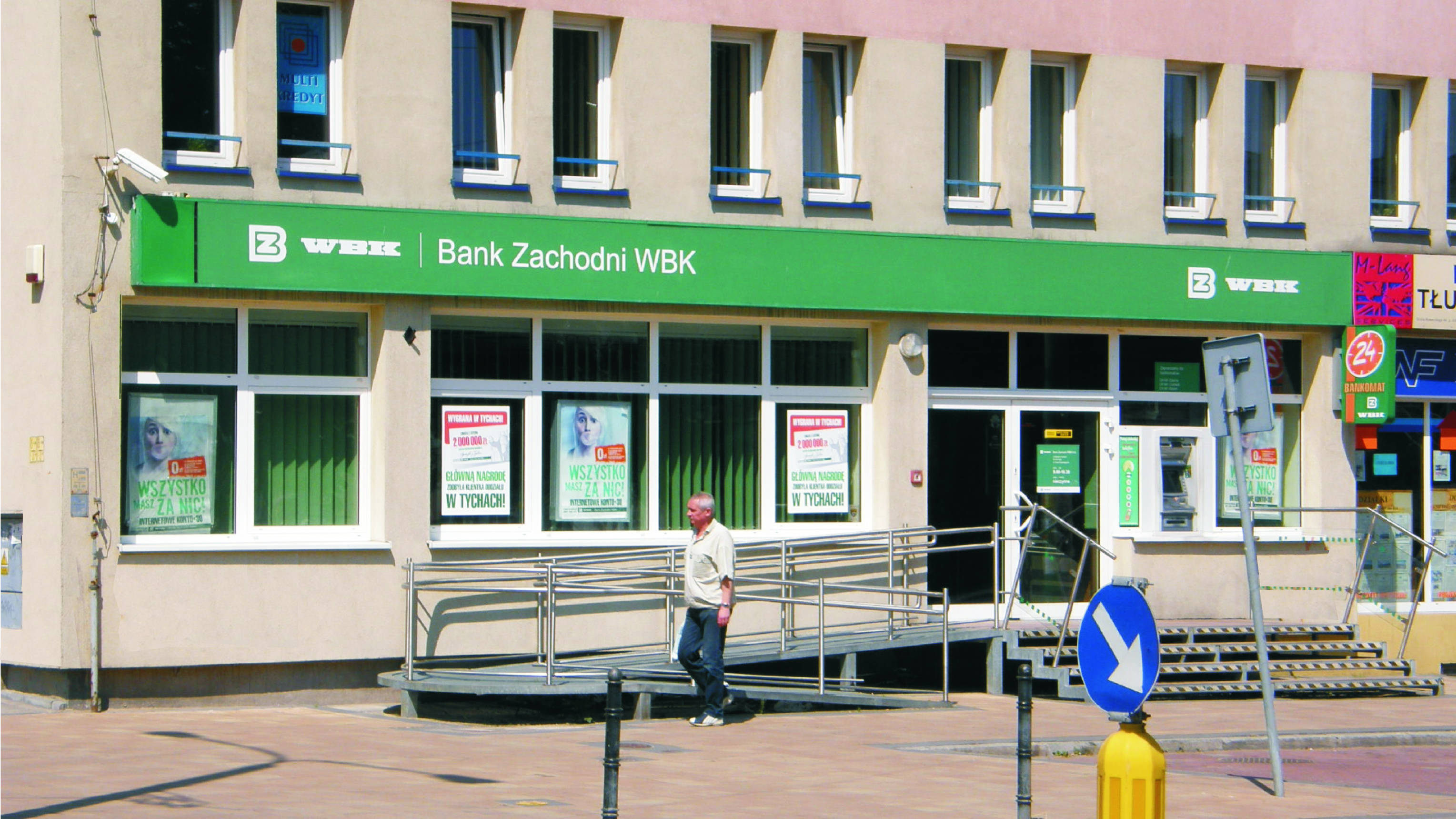
Placówka banku w Tychach (2009)

W 1999 irlandzka grupa Allied Irish Banks (AIB) nabyła większościowy pakiet akcji (80%) Banku Zachodniego. Grupa ta również dysponowała akcjami Wielkopolskiego Banku Kredytowego (w marcu 1995 nabyła od Skarbu Państwa 16,2% akcji, w następnych latach nabywała kolejne udziały w spółce). 13 czerwca 2001, uchwałą Komisji Nadzoru Bankowego z 7 marca 2001, z połączenia obu instytucji utworzono Bank Zachodni WBK. AIB objęła 70,5% udziałów w powstałym banku. 23 czerwca 2001 rozpoczęto obrót akcjami banku na Giełdzie Papierów Wartościowych w Warszawie. Bank wchodzi w skład indeksu WIG30.
30 marca 2010 AIB ogłosiło zamiar sprzedaży udziałów w BZ WBK, a 10 września 2010 potwierdzono te zamiary, podając nabywcę – hiszpańską grupę Banco Santander, która miała nabyć od AIB 70,36% akcji warte 3,1 mld euro. 30 marca 2011 Santander w ramach wezwania skupił 69,912 mln akcji spółki, obejmując w niej 95,67% udziałów. W 2012 r. grupa Santander porozumiała się z belgijskim KBC w sprawie zakupu należącego do tej drugiej grupy banku Kredyt Bank. Następstwem transakcji stało się połączenie obu polskich banków. 4 stycznia 2013 nastąpił wpis do KRS, na mocy którego Bank Zachodni WBK stał się następcą prawnym Kredyt Banku. Połączony bank funkcjonował jako Bank Zachodni WBK, a marka handlowa Kredyt Bank była używana jeszcze przez krótki czas jako znak towarowy części produktów.

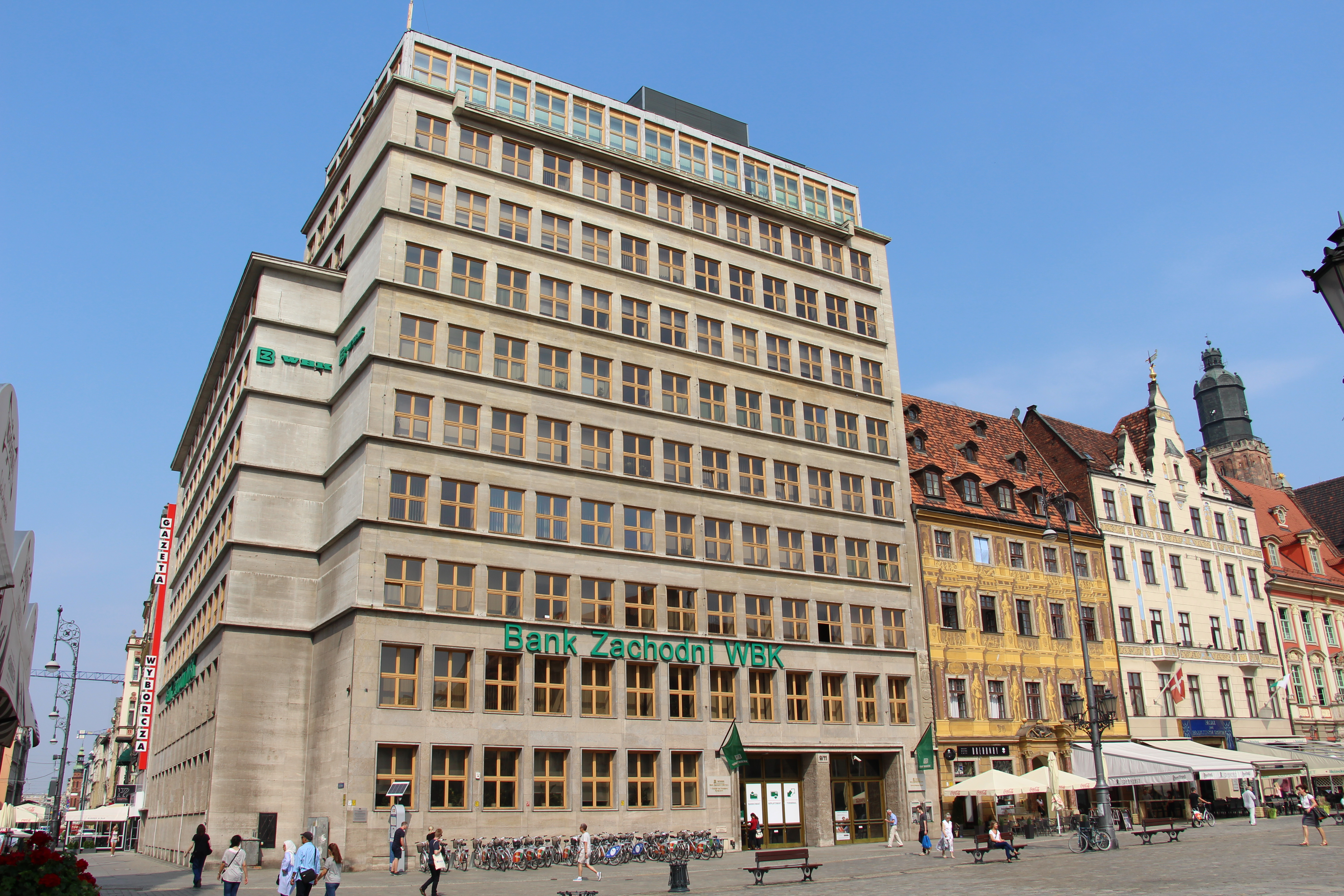
Siedziba centrali banku w latach 1988–2018 we Wrocławiu (2015)

W sierpniu 2014 Mateusz Morawiecki – ówczesny prezes zarządu banku – zapowiedział rebranding nazwy banku na Santander Bank Polska, tłumacząc to koniecznością unifikacji nazwy, pod którą spółka Santander działa na świecie. Decyzję odwołano na skutek braku konsultacji z Komisją Nadzoru Finansowego, do których zobowiązała się spółka, przejmując bank. 7 września 2018 Zarząd Spółki poinformował o zarejestrowaniu w sądzie rejestrowym zmiany firmy spółki na Santander Bank Polska oraz przeniesieniu siedziby do Warszawy. W 2018 bank przejął wydzieloną część Deutsche Bank Polska, obejmującą m.in. klientów indywidualnych.
W 2025 Banco Santander ogłosił sprzedaż 49% akcji banku Erste Bank.

### Prezesi zarządu
- Tadeusz Głuszczuk (1988–2000), prezes Banku Zachodniego
- Aleksander Kompf (2000–2001), prezes Banku Zachodniego
- Jacek Kseń (2001–2007), prezes Banku Zachodniego WBK
- Mateusz Morawiecki (2007–2015), prezes Banku Zachodniego WBK
- Gerry Byrne (2015), członek rady nadzorczej delegowany do pełnienia obowiązków prezesa Banku Zachodniego WBK
- Michał Gajewski (od 2016), prezes Banku Zachodniego WBK, od 2018 jako Santander Bank Polska

## Działalność

### Grupa kapitałowa Santander Bank Polska
Grupa kapitałowa Santander Bank Polska skupia spółki zajmujące się działalnością maklerską, zarządzaniem aktywami, funduszami inwestycyjnymi, leasingiem, faktoringiem, usługami ubezpieczeniowymi bancassurance oraz private bankingiem. Jednostki zależne objęte konsolidacją z Santander Bank Polska:
- Santander Finanse sp. z o.o. (100% udziałów)
  - Santander Factoring sp. z o.o.
  - Santander Leasing SA
    - Santander Leasing Poland Securitization 01 DAC

  - Santander F24 SA
- Santander Inwestycje sp. z o.o. (100% udziałów)
- Santander Consumer Bank (60% udziałów)
  - Santander Consumer Multirent sp. z o.o.
    - Santander Consumer Financial Solutions sp. z o.o.
    - SCM Poland Auto 2019-1 DAC

  - Santander Consumer Finanse sp. z o.o. w likwidacji
  - PSA Finance Polska sp. z o.o.
    - PSA Consumer Finance Polska sp. z o.o.

  - SC Poland Consumer 16-1 sp. z o.o.
- Santander Towarzystwo Funduszy Inwestycyjnych SA (50% udziałów)

Jednostki stowarzyszone:
- POLFUND – Fundusz Poręczeń Kredytowych SA (50% udziałów)
- Santander Allianz Towarzystwo Ubezpieczeń na Życie SA (49% udziałów)
- Santander Allianz Towarzystwo Ubezpieczeń SA (49% udziałów)

Santander Bank Polska Spółka Akcyjna jest członkiem GPW, który spełnia wymagania Kategorii 3 Regulacji S oraz Zasady 144A na podstawie amerykańskiej Ustawy o papierach wartościowych z 1933 r., z późn. zm. (ang. Regulation S under the United States Securities Act of 1933). Dzięki temu może działać w segmencie akcji spółek amerykańskich podlegających ograniczeniom z powodu amerykańskiego prawa papierów wartościowych.

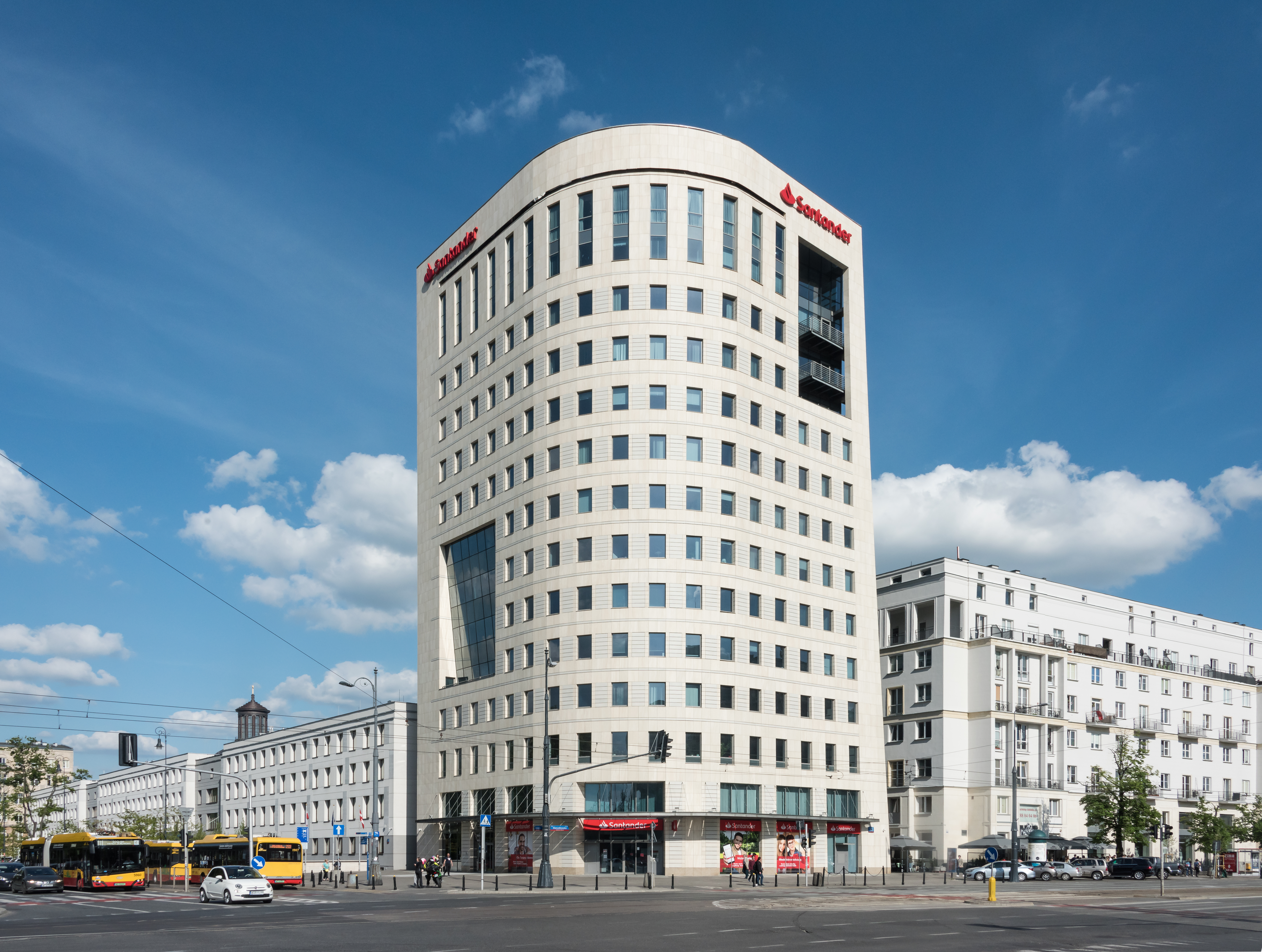
Centrum Królewska w Warszawie

### Oddziały i bankomaty

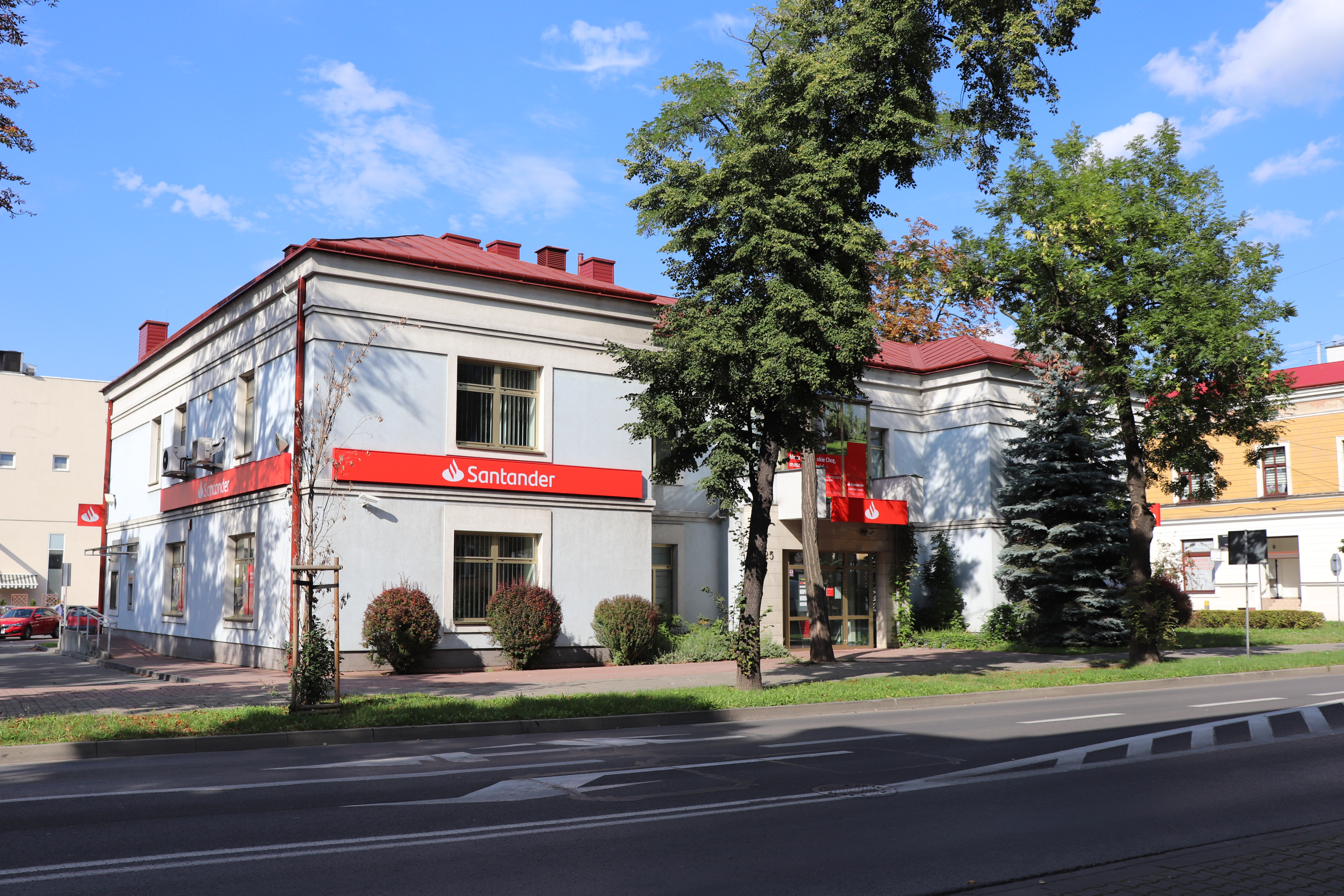
Placówka banku w Tarnowie (2020)

Santander Bank Polska na 7 września 2018 posiadał 526 placówek zlokalizowanych na terenie całej Polski. Sieć własnych oddziałów uzupełniają placówki partnerskie, które są prowadzone przez osoby współpracujące z bankiem na zasadach umowy agencyjnej i oferują wybrane produkty i usługi Santander Bank Polska. Bank posiada 1724 bankomatów (stan na dzień 27.08.2018 r.) i 798 wpłatomatów (stan na dzień 23.05.2018 r.).

### Fundacja[24]
Misją Fundacji Santander (do 7 września 2018 r. istniejącej pod nazwą Fundacja Banku Zachodniego WBK, wcześniej Fundacja „Pomoc ludziom”) jest inwestowanie w rozwój pasji i talentów dzieci z rodzin znajdujących się w trudnej sytuacji materialnej. Fundacja prowadzi:
- autorskie projekty:
- Inforamicus – projekt realizowany na terenie województwa małopolskiego przy dofinansowaniu ze środków UE (Program Operacyjny Kapitał Ludzki)
- projekty partnerskie
- Rówieśnicy – projekt historyczny realizowany w partnerstwie z Muzeum Historii Polski
- Solidarni – projekt stypendialny Fundacji Świętego Mikołaja
- Liga Bankowa – projekt edukacyjny realizowany wspólnie z Instytutem Matematycznym Uniwersytetu Wrocławskiego
- programy grantowe
- Bank Dziecięcych Uśmiechów (od 2004 r.)
- Bank Ambitnej Młodzieży (od 2010 r.)
- program stypendialny dla uzdolnionej młodzieży.

W 2008 roku z jej pomocy skorzystało dziewiętnaście tysięcy podopiecznych.

### Reklama (jako BZ WBK)
Bank Zachodni WBK kreował swój wizerunek m.in. za pomocą kampanii reklamowych, w których pojawiały się międzynarodowe gwiazdy. Wystąpili w nich John Cleese, współzałożyciel i członek grupy Monty Python, komik Danny DeVito, selekcjoner reprezentacji Polski w piłce nożnej Leo Beenhakker oraz francuski aktor Gérard Depardieu, aktor filmowy Antonio Banderas, a także Chuck Norris oraz były brazylijski piłkarz Pelé. W kwietniu 2013 roku do kampanii dołączyła Izabela Kuna, która razem z Chuckiem Norrisem reklamowała najnowszy produkt BZ WBK – „Konto Godne Polecenia”. Do 2017 usługi banku reklamował aktor Kevin Spacey.

## Kary nałożone przez Prezesa Urzędu Ochrony Danych Osobowych

### Kara z 2022 r.
Prezes Urzędu Ochrony Danych Osobowych w styczniu 2022 r. nałożył na Santander Bank Polska karę administracyjną w wysokości 545 tys. zł za naruszenie, polegające na niezawiadomieniu o naruszeniu ochrony danych osobowych, bez zbędnej zwłoki osób, których dane dotyczą. UODO ustaliło, że bank nie odebrał byłemu pracownikowi dostępu do Platformy Usług Elektronicznych ZUS, w wyniku czego mógł on przeglądać znajdujące się na profilu płatnika Santander Bank Polska S.A. dane pracowników Banku w zakresie ich imion i nazwisk, nr PESEL, adresu zamieszkania lub pobytu oraz informacji o zwolnieniach lekarskich stanowiących dane dotyczące zdrowia. Były pracownik pięciokrotnie logował się do platformy PUE ZUS po zakończeniu stosunku pracy, zyskując tym samym nieuprawniony wgląd w dane osobowe pracowników.

### Kara z 2024 r.
W sierpniu 2022 r. rozpoczęło się kolejne postępowanie. UODO dowiedział się z artykułu internetowego o upublicznieniu dokumentów bankowych znajdujących się w porzuconej na terenie jednego z osiedli przesyłce, po tym jak została ona uprzednio skradziona w czasie transportu w firmie kurierskiej. W przesyłce były informacje o 158 osobach - dane osobowe takie jak imiona i nazwiska, daty urodzenia, numery rachunków bankowych, dane adresowe i kontaktowe, numery PESEL, nazwy użytkowników i hasła do banku, czy dane o zarobkach, seria i numery dowodu osobistego, informacje o produktach bankowych.
Sam artykuł opublikowany został w listopadzie 2018 r., wtedy też miał miejsce incydent. Santander Bank Polska tłumaczył, że nie zgłosił tego naruszenia, gdyż przesyłka została odnaleziona przez jedną zidentyfikowaną osobę w krótkim czasie, po jej utracie przez kuriera. Ponadto ustalono, że nie brakowało w niej żadnych dokumentów. Osoba, która znalazła dokumenty, zaniosła je bezpośrednio na posterunek policji i oświadczyła, że nie wykonała kopii. W związku z powyższym również osoby, których dane dotyczą, nie zostały poinformowane o naruszeniu ochrony danych osobowych. 

Prezes Urzędu Ochrony Danych Osobowych nie uznał tych tłumaczeń i za naruszenie polegające na niezgłoszeniu Prezesowi Urzędu Ochrony Danych Osobowych naruszenia ochrony danych osobowych bez zbędnej zwłoki, nie później niż w terminie 72 godzin po stwierdzeniu naruszenia, nałożył na bank karę w wysokości 1 miliona 440 tys. zł. Jarosław Dobosz, Inspektor Ochrony Danych Osobowych w Santander Bank Polska, zapowiedział że bank zaskarży decyzję o karze do Wojewódzkiego Sądu Administracyjnego.

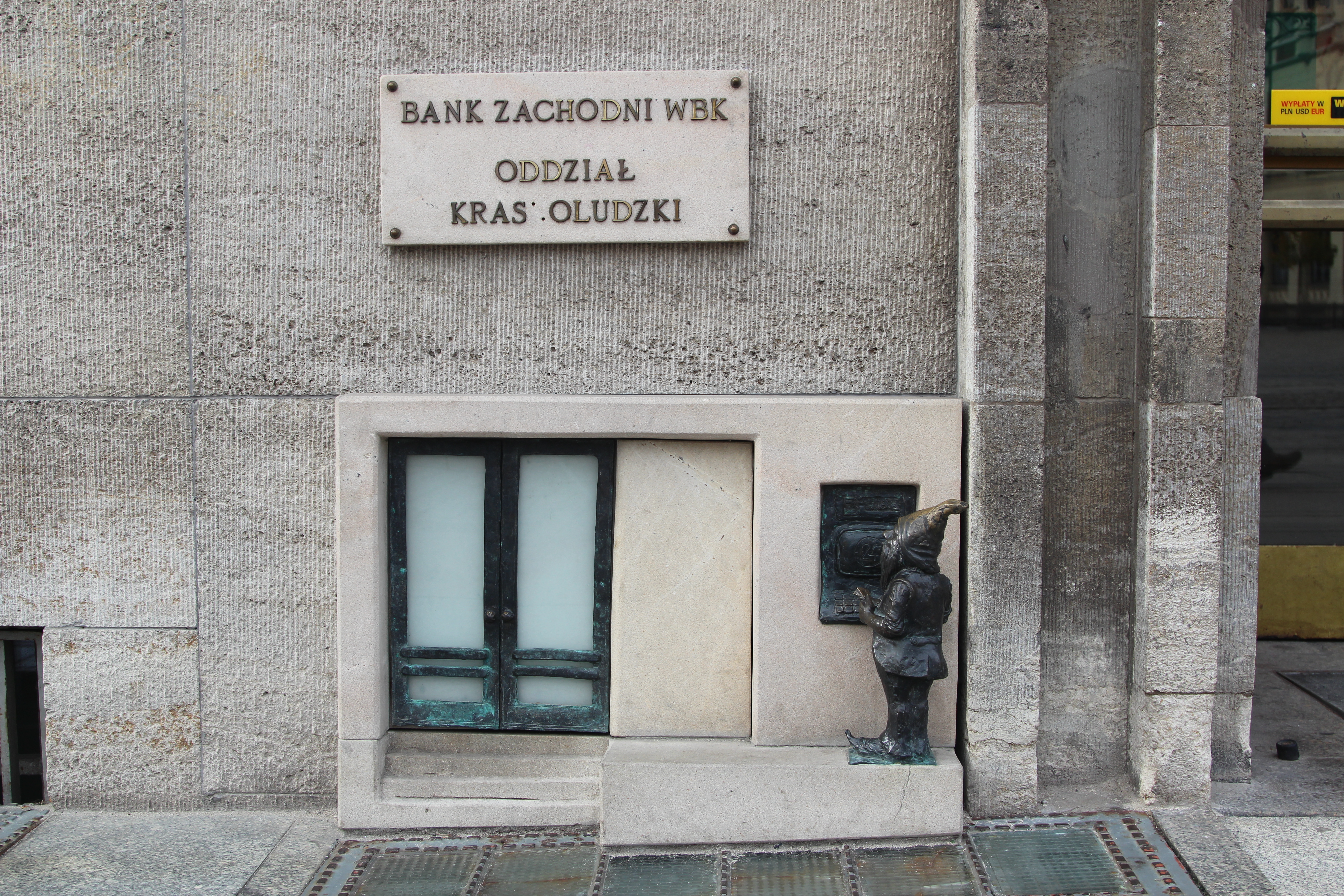
Wypłatnik, jeden z wrocławskich krasnali (2013)

## Wyróżnienia
- Firma Roku 2012 Forum Ekonomicznego[30]
- „Strażnik Pamięci 2013” – wyróżnienie przyznawane przez tygodnik „Do Rzeczy” (w kategorii „Mecenas”)[31][32]

## Ciekawostki
Jeden z wrocławskich krasnali, Wypłatnik, umieszczony przy Rynku wypłaca gotówkę z miniaturowego bankomatu w Oddziale Krasnoludzkim BZ WBK.